# 张友明
张友明（1964年1月—），湖南桃源神仙桥村人，中国微生物学家，山东大学教授，现任微生物技术国家重点实验室主任，微生物技术研究院院长。1985年毕业于厦门大学生物化学系。1988年毕业于中国协和医科大学生化与分子生物学系。1994年毕业于海德堡大学，获分子及细胞生物学博士学位。2019年当选为欧洲科学院外籍院士。